# Art Langeler
Art Langeler (Lochem, 16 agosto 1970) è un allenatore di calcio olandese.

## Carriera
Ha allenato lo Zwolle dal 2010 al 2013. È diventato poi direttore del settore giovanile del PSV, prima di tornare nel 2021 sulla panchina del PEC Zwolle. Dopo un pessimo inizio di campionato rassegna le dimissioni.

## Palmarès

### Competizioni nazionali
- Eerste Divisie: 1

Zwolle: 2011-2012